# Kærlighed i Orienten
Kærlighed i Orienten er en dansk stum dramafilm fra 1909 produceret af Nordisk Films Kompagni og instrueret af Viggo Larsen. 

## Handling
Suleika er en ung og meget smuk kaukasierinde der, i sin tid røvet fra sine rige og fornemme forældre, nu lever en haremskvindes ensforminge og glædesløse liv hos en højtstående pasha. 
En dag da hun vender tilbage fra en udflugt, får hun, idet hun stiger ud af bærestolen for at gå ind i huset, øje på en ung fornem europæer, som ved synet af hende studser og aldeles betaget står stille og ser efter hende. Suleika, der fra det tilgitrede harem ofte har set den unge mand, når han i sin egenskab af attache ved et europæiske gesandtskab, kom på besøg hos pashaen og på hvem hans ædle og godhjertede ydre har gjort et dybt indtryk, får nu den tanke, at den interesse hun øjensynlig har vakt hos den unge mand, mulig kan bidrage til hendes redning. Nogle dage senere efter aflægger en ældre diplomat med hustru og datter, ifølge indbydelse, besøg hos pashaen. Damerne inviteres til at bese haremet og Suleika bønfalder den unge pige, Helene, om at besørge et brev til gesandten for hendes håb og kærlighed, den unge baron Leon, et brev, hvori hun i rørende og naive udtryk skildrer sin fortvivlede stilling og anråber ham om bistand. 
Helene, der er en stolt og kølig natur, er imidlertid selv forelsket i Leon, og med snæversynet europæisk foragt for den, efter hendes mening, laverestående orientalerinde, kan hun ikke betvinge sin mistroiske nysgerrighed, og bryder derfor brevet. Suleikas naive og rørende kærlighedshistorie optænder en ubændig skinsyge hos Helene og uden at gøre sig selv rede for de mulige følger, sender hun pashaen brevet. Denne bliver rasende over dette forsøg på at bedrage ham og befaler Suleika skal, indsyet i en sæk kastes i havet. Dødsdommen skal fuldbyrdes samme nat, og Suleika får derfor, ved løfte om en kongelig belønning, en af de unge haremstjenere til at ile hen til Leon med en meddelelse om, hvad der skal gå for sig. Leon, hvis vågnende kærlighed yderligere opflammes ved tanken om, hvad Suleika skal lide for hans skyld, skynder sig, kun ledsaget af en indfødt tjener, ned til stranden, og da Suleika kastes ud, lykkes det ham, takket være sin færdighed som svømmer, at redde hende og stolt og lykkelig fører han hende nu fra Orientens hemmelighedsfulde og grusomme mærle bort til lykken i Europas lysere og friere duft.

## Medvirkende
- Maggi Zinn
- Petrine Sonne
- Erik Winther
- Franz Skondrup
- Sofus Wolder
- Gudrun Kjerulf
- Carl Johan Lundqvist
- Hertha Strandvold
- Viggo Larsen